# Bethlen (település)
Bethlen (románul Beclean, németül Bethlensdorf) város Romániában, Beszterce-Naszód megyében.

## Fekvése
Déstől 26 km-re keletre, a Nagy-Szamos partján fekszik.

## Nevének eredete
Nevét a régi magyar Betlen személynévből kapta, melynek alapja a bibliai Betlehem városa.

## Közigazgatás-története
Előbb az erdélyi Belső-Szolnok vármegyéhez tartozott, majd a trianoni békeszerződésig Szolnok-Doboka vármegye Bethleni járásának székhelye volt.

## Története
1235-ben Bethleem néven említik először. 1325-ben a Bethlen család kezdte el várát építeni, majd 1438-ban Bethlen Gergely bővítette, de csak 1543-ban említik először. A Rákóczi-szabadságharc alatt többször cserélt gazdát, a kurucok felgyújtották, majd 1707-ben a császáriak lerombolták. Ma már nyoma sincs. A mai város területén feküdt a középkorban Bélyegalja (1456: Belegalia) falu, ma a város része, a betelepült zsidókról Jeruzsálemnek nevezik.
1848. december 29-én itt győzte le Bem József serege Jablonsky és Urban császári ezredesek egyesített seregét.
A református templomban nyugszik az I. Apafi Mihály fejedelem utasítására 1674. december 13-án itt lefejeztetett Bánffy Dénes főispán.

## Népessége
1910-ben 3070 lakosából 1791 magyar és 1205 román anyanyelvű volt.
2011-ben 9134 lakosából 7285 román, 1166 magyar, 306 cigány és 8-8 német illetve ukrán volt.

## Híres személyek
- A bethleni gróf Bethlen családból számos nagy államférfi született.
- Itt született 1804-ben Lukácsy Kristóf katolikus pap, armenológus.
- Itt született 1874-ben Sohár Ottó (1874-1944) katonatiszt, a komáromi bencés gimnázium testneveléstanára, vármegyei vitézi széktartó.
- Itt született 1945-ben Jakab Mária újságíró, magyar rádió- és tévészerkesztő.

## Látnivalók
- Két Bethlen-kastélya közül az egyik 17. századi saroktornyokkal, a másik 18. századi homlokzattal és erkéllyel.